# Huy (Champasak)
Prinz Huy (auch H'ui, Brhat Chao; * 1780 in Champasak; † 1840 in Himlot, Champasak) war zwischen 1827 und 1840 Prinzgouverneur (Chao Mueang Nakhon Champasakti) des unter siamesischer Kontrolle stehenden Reiches von Champasak.

## Leben
Prinz (Brhat Chao) Huy war ein Sohn des Maha Uparat von Champasak, Unga (O), der zwischen 1778 und 1781 als Vasall Siams wirkte, doch schließlich von den Siamesen unter König Taksin ermordet wurde. Huy wurde im Pagenkorps am Palast von König Rama I. in Bangkok ausgebildet und trat in die siamesische Armee ein, wo er zum General aufstieg. Im Jahr 1827 sollte er den abtrünnigen Prinzgouverneur Yoh fangen und nach Bangkok bringen, doch stürzte sich dieser vorher von einem Tempeldach. Huy wurde dessen Nachfolger.
Huy starb 1840 und hinterließ sieben Söhne und sieben Töchter.
1. Prinz (Sadet Chao) Soma (Som), * vor 1828, seit 1840 Chao Sri Suratta (Sisurat), in Bangkok ausgebildet und später zum Provinzgouverneur von Dat ernannt
2. Prinz (Sadet Chao) Indra (Inh), * vor 1829, der einen Sohn hatte:
  1. Prinz (Sadet Chao) Dharma Anuradha (Thamma Anurat), 1878 zum Chao Raja Vudha ernannt
3. Prinz (Sadet Chao) Kamanaya (Kham Nai), * 1830, zwischen 1856 und 1858 Prinz von Champasak und Vasall Siams, † 1858
4. Prinz (Sadet Chao) Kamasukti (Kham Suk), * 1838, zwischen 1862 und 1900 Prinz von Champasak und Vasall Siams, † 1900
5. Prinz (Sadet Chao) Kamasuriya (Kham Sui)
6. Prinz (Sadet Chao) Nawi (Noi)
7. Prinz (Sadet Chao) Buma (Phomma)

1. Prinzessin (Sadet Chao Heuane) Bima (Phim)
2. Prinzessin (Sadet Chao Heuane) Khema (Khem)
3. Prinzessin (Sadet Chao Heuane) Duani (Thua)
4. Prinzessin (Sadet Chao Heuane) Kamasingha (Kham Sing)
5. Prinzessin (Sadet Chao Heuane) Khayati (Khai)
6. Prinzessin (Sadet Chao Heuane) Kamabinga (Khampheng)
7. Prinzessin (Sadet Chao Heuane) Duang Chandra (Duang Chan)